# Luis Valenzuela (Fußballspieler, 1988)
Luis Gabriel Valenzuela Toledo (* 22. Februar 1988 in Puente Alto, Santiago) ist ein chilenischer Fußballspieler auf der Position eines offensiven Mittelfeldspielers.

## Karriere
Luis Valenzuela, auch Larry genannt, kam 2001 in die Jugend vom CSD Colo-Colo, bei dem er 2006 in den Profikader aufrückte und im August debütierte. Am Ende der Clausura 2006 gewann er die Meisterschaft und erreichte das Finale der Copa Sudamericana, jedoch kam er als junger Spieler selten zum Einsatz. Es folgten zwei Leihen zu Deportes Temuco und dem CD Santiago Morning. Nach Vertragsende bei Colo-Colo kehrte er zu Temuco in die Primera B zurück. Auch danach wechselte er häufig den Verein. Bei Deportes Antofagasta spielte er von 2012 bis 2014, schoss 12 Tore in 44 Ligaspielen und schloss sich danach dem CD O’Higgins an. Zu Antofagasta, Deportes Melipilla und zu den Santiago Wanderers wechselte er zweimal. Bei Melipilla stand er 2022 unter Vertrag, allerdings musste der Verein wegen finanzieller Schwierigkeiten am Saisonende zwangsabsteigen. Valenzuela zog sich aus dem Profifußball zurück und lief nach seinem offiziellen Karriereende in der Saison 2024 für den Santiago City FC in der vierten Liga auf. Zur Saison 2025 kehrte er in den Profifußball zurück und schloss sich Deportes Rengo aus der Segunda División an.

## Erfolge
Colo-Colo
- Chilenischer Meister: 2006-C

Ñublense
- Chilenischer Zweitliga-Meister: 2020